# Старая Утка (река)
Старая Утка — река на острове Сахалин, левый приток реки Тиобут, принадлежит к бассейну реки Лютога.
Впадает в реку Тиобут за 5,9 км от её впадения в Лютогу, протекает по территории Холмского городского округа Сахалинской области.
Общая протяжённость реки составляет 21 км. Площадь водосборного бассейна составляет 52,4 км². Общее направление течения с запада на восток.

## Данные водного реестра
По данным государственного водного реестра России относится к Амурскому бассейновому округу.
Код объекта в государственном водном реестре — 20050000212118300006410.